# Рубен Мамулян
Рубен Захари Мамулян (на арменски: Ռուբեն Զաքարի Մամուլյան; на английски: Rouben Zachary Mamoulian) е арменско-американски режисьор.
Роден е на 8 октомври 1897 година в Тифлис в арменско семейство на банкер и театрална режисьорка. Заминава за Англия след окупацията на Грузия от руските войски през 1922 година, а малко по-късно се установява в Съединените щати, където се утвърждава като театрален режисьор на „Бродуей“. От 1929 година работи и в киното и режисира филми, като „Доктор Джекил и мистър Хайд“ („Dr. Jekyll and Mr. Hyde“, 1931), „Кралица Кристина“ („Queen Christina“, 1933), „Знакът на Зоро“ („The Mark of Zorro“, 1940), „Копринени чорапи“ („Silk Stockings“, 1957). През 1935 година режисира „Беки Шарп“, първият голям цветен филм в историята на американското кино.
Рубен Мамулян умира на 4 декември 1987 година в Лос Анджелис.